# Миле Кордић
Миле Кордић (Расово или Ресник, 14. мај 1944 — Београд, 9. новембар 2003) био је српски књижевник.

## Биографија
Рођен је 1944. за вријеме Другог свјетског рата у Расову код Бијелог Поља. Новинарством је почео да се бави 1964. у београдском листу „Студент“, а од 1965. је почео да ради као новинар Политике експрес. Новинарским послом се бавио око двадесет година прије него што је издао своје прво књижевно дјело. Прво књижевно дјело „Комитски покрет у Црној Гори“ је објавио 1985. године. Његово прво прозно дјело које је доживјело штампу 1988, је историјски роман „Ђенерал“.

### „Јелена 93.“
Године 1994. је објавио роман „Јелена 93.“, који је у периоду од 9 година доживио 21 издање. „Јелена 93.“ је скоро читаву деценију била једна од најчитанијих књига у Србији и Српској. Роман „Јелена 93.“ је ради приказаних догађаја из доба распада СФР Југославије, уврштена у званичну документацију Организације уједињених нација.

## Дјела (библиографија)
Књижевна издања су хронолошким редом представљена према настанку од најновијих до најранијих.
- Пресуда о вожду, Књига комерц, (прво издање 2003)
- Манита земља Србија, Књига комерц, (прво издање 2001)
- Јелена 2001, Књига комерц, (прво издање 2001)
- Председник, Пегаз, Бијело Поље, језик: српски, ћирилица, (прво издање 2002)
- Ни цар, ни краљ, Народна књига, Библиотека Мегахит, Београд, (прво издање 2002)
- Душан Силни, Књига комерц, Библиотека Посебна издања, (прво издање 2002)
- Заклетва, Стручна књига, Библиотека Савремени романи, Београд, (прво издање 2002) (2007)
- Пресуда вожду, Књига комерц, Библиотека Посебна издања, (прво издање 2003)
- Манито село Красово, Минерва, (1996)
- Јелена 93, Стручна књига Либертас, (прво издање 1994) (1998) (1999)
- Деца раскола, Стручна књига, (прво издање 1991)
- Злослутна времена, Стручна књига, Београд, (прво издање 1993)
- Божићна побуна у Црној Гори 1918, Стручна књига, (прво издање 1991)
- Разголићени оток, Стручна књига, (прво издање 1990)
- Злослут, Стручна књига, (прво издање 1989) (десето издање 2002) (2007)
- Раскол, Стручна књига, Београд, (прво издање 1991) (2002)
- Ђенерал, (прво издање 1988) (1989) (2001)
- Ој Косово, Стручна књига, Београд, (прво издање 1988)
- Црногорска буна 1919-1924, Нова књига, Београд (прво издање 1985)
- Комитски покрет у Црној Гори, (прво издање 1984)